# 돼지고기를 금지하는 종교적인 이유
돼지고기에 대한 종교적 제한(영어: religious restrictions on the consumption of pork)은 특히 중동 지역에서 유대인과 이슬람교도 사이에서 공통적인 금기 사항이다. 돼지는 고대 시리아와 페니키아에서 금지되었고, 돼지와 그 고기는 관찰된 금기를 상징한다고 스트라본은 지적했다. 수세기 후에 여행자 파우사니아스가 보고한 Hermesianax의 잃어버린 시는 "이 사건의 결과로 Pessinous에 거주하는 갈라티아 사람들이 돼지고기를 만지지 않는다"는 사실을 설명하기 위해 초자연적인 멧돼지에 의해 파괴된 아티스의 건국 신화를 보고했다.
아브라함계 종교와 관련하여 유대교 식이법(카슈루트)와 이슬람 식이법(할랄)에서 돼지고기에 대한 명확한 제한이 있다. 기독교도 아브라함 계통의 종교이지만 대부분의 신자들은 이러한 모세 율법의 측면을 따르지 않으며 돼지고기를 먹는 것이 허용된다. 그러나 제칠일안식일예수재림교인들은 돼지고기를 금기와 함께 유대 율법에서 금지한 음식으로 간주한다. 에리트레아 정교회와 에티오피아 정교회, Hebrew Roots Movement의 지지자들도 돼지고기를 먹지 않는다.

## 유대법의 금지
토라에는 레위기에 사람들이 먹을 수 있는 동물을 나열한 구절이 있다. 이 기준에 따르면 먼저 발굽이 갈라져 있고, 또한 되새김질을 하는 동물을 먹을 수 있다는 조건을 부여한다(레 11:3). 토라에서는 몇 가지 예시를 들어 특정 동물에 대해 설명하고, 그 동물들이 위 두 자격을 전부 충족하지 않기 때문에 먹어서는 안 된다는 설명을 덧붙인다. 물리적인 특성 외의 정확한 금지 사유에 대해서는 자세히 설명하지 않는다. 
발굽이 갈라져 되새김질을 하는 동물은, 즉 먹어도 되는 동물은 소, 양, 사슴과 같은 반추동물이다. 그래서 레 11:7-8에서 돼지는 발굽이 갈라져 있지만 되새김질을 하지 않기 때문에 금지된 것으로 설명된다. 돼지고기 식용 금지는 신명기 14:8에서 반복된다.
로마 시대에 유대인의 돼지고기 금욕은 외부인에게 유대교의 가장 식별 가능한 특징 중 하나가 되었다. 한 예가 Tacitus의 역사 5.4.1-2에 나타난다. 돼지고기에 대한 유대인의 식이 제한은 비유대인에게 잘 알려져 있었기 때문에 유대인을 헬레니즘과 로마 관습에 동화시키고 억압하기 위해 종종 유대인에게 돼지고기를 강요하려는 시도가 포함되었다. 마카베오 2서 6:18-7:48에 따르면, 셀레우코스 왕조의 황제 안티오쿠스 4세 에피파네스는 유대교의 실천에 대한 제한 시도의 일환으로 자신의 영역에 있는 유대인들에게 돼지고기를 먹도록 강요했다. 또한 알렉산드리아의 필로는 알렉산드리아 시에서 유대인 공동체에 대한 알렉산드리아 폭동(38) 동안 일부 알렉산드리아 폭도들이 유대인들에게 돼지고기를 강요하려고 시도했다고 기록한다. Didascalia Apostolorum에 나와 있는 것처럼 일부 형태의 유대교 기독교도 돼지고기에 대한 이러한 제한을 채택했다.

## 이슬람 율법의 금지
돼지고기에 관한 꾸란 구절의 예시는 다음과 같다.
| “ | 그(알라-신-)는 죽은 동물, 피, 돼지 고기, 그리고 알라 이외의 다른 사람에게 바쳐진 것만을 금하셨다. 그러나 누구든지 억지로 [그것을] 원하지도 않고 [그 한계를] 어기더라도 그에게 죄가 없다. 실제로 알라는 용서하고 자비로우시다. | ” |
|   | — 꾸란, 알바카라 2:173 |   |

| “ | 너희에게 불법이 되는 것은 죽은 동물의 고기와 피와 돼지고기와 하나님의 이름으로 거룩하지 아니한 것뿐이다. 그러나 비상시에는 범법과 반역의 의도 없이 (그런 것을 소비하는 것은 범죄가 아니다). 하나님은 확실히 모든 것을 용서하시고 자비로우시다. | ” |
|   | — 16:115 |   |

| “ | 나에게 계시된 것 중에서 썩은 고기와 부어진 피와 돼지 고기 외에는 먹고자 하는 자에게 금한 것이 없고 다 부정한 것을 찾지 못하노라 | ” |
|   | — 꾸란 알 안암 6:145 |   |

특정 음식의 금지는 이슬람 우주론과도 관련이 있다. 그곳에서는 인간의 영혼에도 영향을 미치는 일정한 성질을 지닌 물건을 먹음으로써 선악이 전승된다고 한다.
만장일치로 금지된 돼지 외에 소, 염소, 닭고기, 양고기 등 육류 섭취에 대해 서로 다른 의견을 제시하는 이슬람교의 다양한 학파가 있다. Shafi'와 같은 일부 학교에서는 꾸란에 명확한 금지가 없으면 고기를 먹을 수 있다고 가르친다. 주로 성경의 사람들(기독교인과 유대인)이 지배하는 서구 국가에서 제공되는 고기는 그러한 학파에서 할랄로 간주된다. 그러나 아일랜드 이슬람 문화 센터에서는 비무슬림이 도축한 고기를 금지하고 있다. 다른 학파에서는 이슬람교의 동물 도축을 통해 고기가 할랄 인증을 받을 것을 요구한다. 대부분의 남아시아 이슬람 교도들은 그것을 따른다.
Sozomen에 따르면 이슬람 이전 아라비아의 일부 아랍인들은 이미 그들의 조상을 이스마엘로 추적하고 돼지고기를 먹지 않게 되었다.

## 이외 문화권
헤로도토스에 따르면, 스키타이인은 돼지를 금기시했는데, 돼지를 절대 희생제물로 바치지 않았고, 돼지를 자신들의 땅에 기르는 것조차 싫어했던 것 같다.
스코틀랜드에서도 돼지고기 금기가 있었다. 이는 스코틀랜드인, 특히 스코틀랜드 고지(Highlanders) 사이에서 돼지고기에 대한 혐오를 논의하기 위해 도널드 알렉산더 매켄지(Donald Alexander Mackenzie)가 처음 주장했으며, 고대 금기에서 유래했다고 믿었다. 그러나 돼지고기에 대한 편견이나 돼지에 대한 미신적인 태도가 있었다는 것을 확인하는 몇몇 학자들은 이를 고대 숭배와 관련된 금기로 보지 않는다. 돼지고기에 대한 편견은 보통 1800년까지 사라졌다는 데 동의한다.
이라크의 많은 야지디족은 돼지고기를 금기시한다.

## 해석
문화유물론적 인류학자인 마빈 해리스는 돼지고기를 금지한 주된 이유가 생태학적인 이유라고 생각한다. 돼지는 물과 씨앗이 있는 그늘진 숲이 필요하고, 그러나 중동에서는 그러한 조건이 거의 없다. 많은 다른 형태의 가축과 달리 돼지는 잡식성 청소부로 썩은 고기와 쓰레기를 포함하여 그들이 만나는 거의 모든 것을 먹는다. 게다가, 중동 사회가 많은 양의 돼지를 사육하게 되면 생태계를 파괴할 수 있다.
닭이 돼지를 대신하여 휴대가 간편하고 효율적인 고기 공급원이 되었으며 이러한 실질적인 우려로 인해 종교적 제한이 생겼을 것으로 추측된다.
12세기 이슬람 술탄 살라딘의 궁정 의사이자 유대인 철학자이자 법률 편찬자인 마이모니데스는 음식법을 주로 신체를 건강하게 유지하는 수단으로 이해했다. 그는 금단의 동물과 새와 물고기의 고기는 몸에 좋지 않고 소화되지 않는다고 주장했다. 마이모니데스에 따르면, 언뜻 보기에 이것은 해로운 것으로 보이지 않는 돼지고기에는 적용되지 않는다. 그러나 마이모니데스는 돼지가 더러운 동물이며 돼지를 음식으로 사용한다면 시장과 집조차 변소보다 더 더럽다고 한다.
라시는 돼지 금지법을 그 이유를 알 수 없는 법으로 기재하고 있어 남들이 보기에 터무니없다고 비웃을 수 있다.
Chinuch Sefer HaChinuch(할라카의 초기 저작)는 유대인의 식이법에 대한 일반적인 개요를 제공한다. 그는 "우리나 건강 분야에 정통한 사람들이 그분의 음식 법칙을 이해할 수 없더라도 아예 궁금해하지 마십시오. 우리에게 경고하시는 진정한 치료자는 우리보다, 또한 의사보다 더 똑똑하십니다."

## 같이 보기
- 카셰르
- 불결한 동물